# 日月湾
日月湾，位于中国海南省万宁市以南约25公里处，长约4.5公里，适合众多水上运动，例如潜水和冲浪。日月湾海门旅游区就位于这里。海南环岛高速铁路的神州站位于日月湾海门旅游区的东北方向约15公里。

## 人工岛
2018年1月5日，日月湾的人工岛项目被通报整改，目前日月湾综合旅游度假区已全面停工。